# Bekobod
Bekabad (Bekobod) – miasto w Uzbekistanie, nad Syr-darią założone w 1899, a na prawach miejskich od 1945 roku.
Liczba mieszkańców w 1991 roku wynosiła ok. 83 tys., a w 2009 już 101 tys.
Miastem partnerskim jest Ostrowiec Świętokrzyski (od 2004 roku).

## Miasta partnerskie
- Ostrowiec Świętokrzyski, Polska